# Orografisch hogedrukgebied

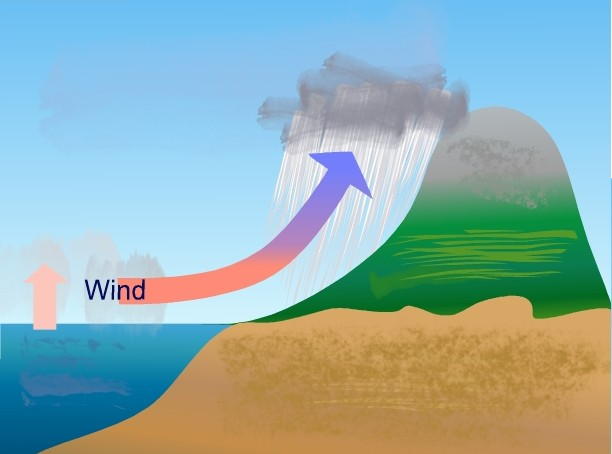
Orografische neerslag.

Een orografisch hogedrukgebied is een hogedrukgebied dat ontstaat onder invloed van orografie. Bij luchtstromingen dwars op een bergrug ontstaat er aan de loefzijde door stuw een rug. Soms groeit deze stuwrug uit tot een afzonderlijke hogedrukkern. Als de luchtstroming vochtig is, treedt orografische neerslag op. Deze stuwregens kunnen lang duren. Aan de lijzijde vormt zich een lijvore die kan uitgroeien tot een orografische depressie.